# Freds klassiker vol. 1 – Jag ger dig min morgon
Freds klassiker vol. 1 – Jag ger dig min morgon är ett samlingsalbum av vissångaren Fred Åkerström, utgivet 1988 på skivbolaget WEA. Samlingen består av visor tidigare utgivna 1963–1982.

## Innehåll
1. "På källaren Fimmelstången" (musik Ulf Nilsson text Nils Ferlin)
2. "Fimpen och Tändstickan" (Ruben Nilson)
3. "Vaggvisa" (musik Fred Åkerström, text Stig Dagerman)
4. "Fröken Saga" (musik Åkerström, text Dagerman)
5. "Den sorte seller" (Erik Bye)
6. "Berceuse" (musik André Bjerke, Finn Kalvik, text Åkerström))
7. "Oslo" (Åkerström)
8. "Nordsjön" (Martin Nilsson)
9. "Storbynatt" (musik Lars Klevstrand, text Rudolf Nilsen)
10. "Fragançia (serenad i Havanna)" (Evert Taube)
11. "Kajsas udde" (Alf Hambe)
12. "Rus" (Fritz Sjöström)
13. "Visa till Katarina" (Sjöström)
14. "Två tungor" (musik Inger Hagerup, Kalvik, text Åkerström)
15. "Natt i en stad" (musik Lillebjørn Nilsen, text Åkerström)
16. "Jag ger dig min morgon" (musik Tom Paxton, text Åkerström)
17. "Stängd teater" (Sjöström)